# Quận Barnstable, Massachusetts
Quận Barnstable là một quận nằm trong tiểu bang Massachusetts, Hoa Kỳ, bao gồm Cape Cod và các đảo liên quan. Đến năm 2000, dân số quận là 222.230 người. Quận lỵ là Barnstable. [1]
Theo Cục điều tra dân số Hoa Kỳ, quận có tổng diện tích là 1.306 dặm vuông (3.382 km ²), trong đó, 396 dặm vuông (1.024 km ²) là đất và 910 dặm vuông (2.357 km ²) của nó (69,71%) là mặt nước. Quận Barnstable bao gồm chủ yếu là Cape Cod.
Quận Barnstable giáp quận Plymouth về phía tây bắc; ngoài khơi bờ biển phía nam của Quận Barnstable là quận Dukes và quận Nantucket.
Đỉnh cao nhất trong quận là 306 feet (93 m) trên đỉnh đồi Pine, nằm trên Massachusetts Military Reservation ở Bourne. Điểm thấp nhất là mực nước biển. 

## Dân số
Theo điều tra dân số [2] năm 2000, quận đã có 222.230 người, 94.822 hộ, và 61.065 gia đình sống trong quận. Mật độ dân số là 562 người trên một dặm vuông (217/km ²). Đã có 147.083 đơn vị nhà ở với mật độ trung bình là 372 dặm vuông (144/km ²). Thành phần dân tộc của quận đã gồm 94,23% người da trắng, 1,79% người da đen hay Mỹ gốc Phi, 0,56% người Mỹ bản xứ, 0,63% người châu Á, 0,02% người đảo Thái Bình Dương, 1,11% từ các chủng tộc khác, và 1,66% từ hai hoặc nhiều chủng tộc. 1,35% dân số là người Hispanic hay Latino thuộc chủng tộc nào đó. 24,0% là Ai Len, người Anh 15,6%, 9,4% là người Ý, người Đức 5,9% và 5,0% tổ tiên Mỹ theo điều tra dân số năm 2000. 3,6% nói tiếng Anh, 1,7% người Bồ Đào Nha, Tây Ban Nha 1,4% và 1,0% tiếng Pháp là ngôn ngữ đầu tiên của họ.
Có 94.822 hộ, trong đó 24,30% có trẻ em dưới 18 tuổi sống chung với họ, 52,20% là các cặp vợ chồng sống với nhau, 9,40% có chủ hộ là nữ không có mặt chồng, và 35,60% là không lập gia đình. 29,50% của tất cả các hộ gia đình đã được tạo thành từ các cá nhân và 14,40% có người sống một mình 65 tuổi trở lên đã được người. Bình quân mỗi hộ là 2,28 và cỡ gia đình trung bình là 2,82.
Trong quận có dân số là trải ra với 20,40% ở độ tuổi dưới 18, 5,20% 18-24, 25,00% 25-44, 26,20% 45-64, và 23,10% 65 tuổi trở lên. Tuổi trung bình là 45 năm. Cứ mỗi 100 nữ có 89,90 nam giới. Cứ mỗi 100 nữ 18 tuổi trở lên, đã có 86,10 nam giới.
Thu nhập trung bình cho một hộ gia đình trong quận đã được $ 45.933, và thu nhập trung bình cho một gia đình là $ 54,728. Nam giới có thu nhập trung bình $ 41.033 so với 30.079 $ cho phái nữ. Thu nhập trên đầu cho các quận được $ 25,318. Giới 4,60% gia đình và 6,90% dân số sống dưới mức nghèo khổ, trong đó có 8,60% của những người dưới 18 tuổi và 5,00% có độ tuổi từ 65 trở lên.